# Coppa dei Balcani 1933 (nazionali)
La Coppa dei Balcani 1933 (1933 Balkan Cup) fu la quarta edizione della Coppa dei Balcani, competizione calcistica per nazioni. La competizione si svolse in Romania dal 3 giugno al 11 luglio 1933 e vide la partecipazione di quattro squadre: Bulgaria, Grecia, Jugoslavia e Romania.

## Formula
- Qualificazioni

Nessuna fase di qualificazione. Le squadre sono qualificate direttamente alla fase finale.
- Fase finale

Girone unico - 4 squadre, giocano partite di sola andata. La vincente si laurea campione dei Balcani.

## Stadi
| Bucarest | Bucarest                                      |
| -------- | --------------------------------------------- |
| Bucarest | Stadionul Oficiul Național de Educație Fizică |
| Bucarest | Capienza: 28.000                              |
| Bucarest |                                               |

## Squadre partecipanti
| Pr. | Squadra    | Data di qualificazione certa | Partecipante in quanto | Partecipazioni precedenti al torneo | Ultima presenza |
| --- | ---------- | ---------------------------- | ---------------------- | ----------------------------------- | --------------- |
| 1   | Bulgaria   | -                            | Qualificata di diritto | 3 (1929-1931, 1931, 1932)           | Jugoslavia 1932 |
| 2   | Jugoslavia | -                            | Qualificata di diritto | 3 (1929-1931, 1931, 1932)           | Jugoslavia 1932 |
| 3   | Grecia     | -                            | Qualificata di diritto | 2 (1929-1931, 1932)                 | Jugoslavia 1932 |
| 4   | Romania    | -                            | Qualificata di diritto | 2 (1929-1931, 1932)                 | Jugoslavia 1932 |

Nella sezione "partecipazioni precedenti al torneo", le date in grassetto indicano che la nazione ha vinto quella edizione del torneo, mentre le date in corsivo indicano la nazione ospitante.

## Fase finale

### Girone unico

#### Classifica
| Pos | Squadra    | P.ti | G | V | N | P | GF | GS | DR  |
| --- | ---------- | ---- | - | - | - | - | -- | -- | --- |
| 1   | Romania    | 6    | 3 | 3 | 0 | 0 | 13 | 0  | +13 |
| 2   | Jugoslavia | 4    | 3 | 2 | 0 | 1 | 9  | 8  | +1  |
| 3   | Bulgaria   | 2    | 3 | 1 | 0 | 2 | 2  | 11 | -9  |
| 4   | Grecia     | 0    | 3 | 0 | 0 | 3 | 3  | 8  | -5  |

#### Risultati
| Arbitro: | Xifando |

|                                        |           |                                         |
| Simeonidis 4’ Raggos 60’ Pierrakos 89’ | Marcatori | 12’, 20’, 72’ Kodrnja 42’, 79’ Živković |

| Arbitro: | Hatzopoulos |

|                                                     |           |  |
| Vâlcov 11’, 76’ Dobay 53’, 62’ Ciolac 57’, 61’, 66’ | Marcatori |  |

| Arbitro: | Hatzopoulos |

|  |           |                                      |
|  | Marcatori | 10’, 54’, 75’ Kokotović 22’ Živković |

| Arbitro: | Fabris |

|           |           |  |
| Dobay 24’ | Marcatori |  |

| Arbitro: | Rădulescu |

|                  |           |  |
| Todorov 85’, 88’ | Marcatori |  |

| Arbitro: | Dosev |

|                                                |           |  |
| Bindea 7’ Ciolac 10’ Bodola 13’, 35’ Dobay 42’ | Marcatori |  |

## Statistiche

### Classifica marcatori
4 reti
- Gheorghe Ciolac
- Ștefan Dobay

3 reti
- Slavko Kodrnja
- Mirko Kokotović
- Aleksandar Živković

2 reti
- Vladimir Todorov
- Iuliu Bodola
- Petea Vâlcov

1 rete
- Mimis Pierrakos
- Hristoforos Raggos
- Theologos Simeonidis
- Silviu Bindea